# 小野慶蔵
小野 慶蔵（おの けいぞう、1854年7月24日〈嘉永7年6月30日〉 - 1920年〈大正9年〉10月31日）は、日本の実業家、政治家。

## 人物
陸奥国盛岡呉服町にて、豪商小野組の支流である芳野屋の子として生まれた。藩校作人舘に学び，1872年（明治5年）、18歳で京都に出て商業の修業をした。帰郷後に金銀・株売買業で産を成し、盛岡の経済界に頭角を現すようになる。盛岡に市制が施行された1889年（明治22年）に35歳で市会議員となり、1912年（明治45年）まで23年間務めた。
1890年（明治23年）第九十国立銀行取締役に就任以来、同行株式を集め、筆頭株主でありながら1907年（明治40年）に(旧)岩手銀行を設立し、これ以来、“盛岡経済界の風雲児”と呼ばれるようになる。
岩手銀行は、1911年（明治44年）には預貸金とも第九十銀行をしのぎ、盛岡銀行に迫るほどの急成長をとげて県下有数の銀行となった。
原敬の政治活動を支援し、原の政治力をバックとして、財界でさらに大きな影響力を有することとなる。